# Сильверо, Тьяго
Тьяго Ариэль Сильверо (исп. Thiago Ariel Silvero; 18 апреля 2006) — аргентинский футболист, защитник клуба «Велес Сарсфилд».

## Клубная карьера
Воспитанник футбольной академии клуба «Велес Сарсфилд». В июле 2024 года подписал с клубом свой первый профессиональный контракт. 7 марта 2025 года дебютировал в основном составе «Велес Сарсфилда» в матче аргентинской Примеры против «Сан-Мартина».

## Карьера в сборной
В октябре 2024 года дебютировал за сборную Аргентины до 20 лет, забив гол в матче против сборной Узбекистана.